# Epinannolene cylindricaulis
Epinannolene cylindricaulis är en mångfotingart som beskrevs av Kraus 1954. Epinannolene cylindricaulis ingår i släktet Epinannolene och familjen Epinannolenidae. Inga underarter finns listade i Catalogue of Life.